# Westhinder (navire)
Le Westhinder était une frégate de classe Wielingen de la Marine belge. Son numéro de coque était le F913.
Elle fut retirée du service le 1er juillet 1993 et détruite en 2003.

## Histoire
Le Westhinder fut construit au chantier naval de Cockerill, près de Hoboken, et lancé le 30 mars 1976.

## Déploiements opérationnels
- Opération Sharp Vigilance : le 21 septembre 1992, le Westhinder rejoint la flottille de l'UEO chargée de faire respecter les résolutions des Nations unies dans la mer Adriatique, dans le cadre de l'embargo décrété contre la République fédérale de Yougoslavie par l'ONU. Il y opèrera  jusqu'au 14 janvier 1993 et rentre à Zeebruges le 22. Il aura, durant la campagne, interpelé 596 navires marchands, et visité 17. L'équipage est composé de 160 marins, dont 4 damars (DAmes de la MARrine), une première dans l'histoire navale belge.